# Tipula diacanthos
Tipula diacanthos är en tvåvingeart som beskrevs av Alexander 1921. Tipula diacanthos ingår i släktet Tipula och familjen storharkrankar.
Artens utbredningsområde är Peru. Inga underarter finns listade i Catalogue of Life.